# Municipio de Ridgeland (Dakota del Sur)
El municipio de Ridgeland (en inglés: Ridgeland Township) es un municipio ubicado en el condado de Corson en el estado estadounidense de Dakota del Sur. En el año 2010 tenía una población de 45 habitantes y una densidad poblacional de 0,2 personas por km².

## Geografía
El municipio de Ridgeland se encuentra ubicado en las coordenadas 45°30′59″N 100°37′50″O / 45.51639, -100.63056. Según la Oficina del Censo de los Estados Unidos, el municipio tiene una superficie total de 228.76 km², de la cual 212,4 km² corresponden a tierra firme y (7,15 %) 16,36 km² es agua.

## Demografía
Según el censo de 2010, había 45 personas residiendo en el municipio de Ridgeland. La densidad de población era de 0,2 hab./km². De los 45 habitantes, el municipio de Ridgeland estaba compuesto por el 48,89 % blancos, el 51,11 % eran amerindios. Del total de la población el 0 % eran hispanos o latinos de cualquier raza.